# Abel Ferreira (Komponist)
Abel Ferreira (* 15. Februar 1915 in Coromandel, Minas Gerais, Brasilien; † 13. April 1980 in Rio de Janeiro, Rio de Janeiro) war ein brasilianischer Komponist, Klarinettist und Saxophonist.

## Leben
Abel Ferreira begann im Alter von zwölf Jahren Klarinette zu lernen. Mit siebzehn Jahren zog er nach Belo Horizonte, um dort als Musiker beim Radio zu arbeiten. 1935 ging er nach São Paulo und wurde Mitglied des Orchesters von Maurício Cascapera. 1942 nahm er als Klarinettist seine erste Schallplatte mit dem Choro Chorando baixinho auf. Es folgten Schallplattenaufnahmen, Auftritte mit verschiedenen bekannten Musikern Brasiliens, wie etwa Carmen Miranda, Waldir Azevedo, Sivuca und Beth Carvalho sowie Konzertreisen durch Europa und die Sowjetunion. Durch seinen individuellen Stil auf der Klarinette und dem Saxophon zählt er neben Pixinguinha und Luiz Americano zu den wichtigsten Blasinstrumentalisten Brasiliens.

## Werke (Auswahl)
- Acariciando
- Aquela noite
- Baião no deserto
- Baiãozinho bom
- Balança mas não cai
- Barco veleiro
- Beijinho na orelha
- Bobo alegre
- Chorando baixinho
- Chorinho ao luar
- Chorinho do Bruno
- Chorinho do Sovaco de Cobra
- Constantemente
- Coração em férias
- Doce melodia
- Doce mentira
- Haroldo no choro
- Levanta poeira
- Luar de Caxambu
- Luar de Coromandel
- Melancolia
- Mexidinho
- O que passou, passou
- Polquinha mineira
- Rio, meu choro
- Rumbaraque
- Sai da frente
- Saudade gostosa
- Sempre você
- Sonho negro
- Sururu no galinheiro
- Tânia
- Uma noite em São Borja
- Vânia
- Velho Portugal menino